# Luciano Narsingh
Luciano Narsingh est un footballeur international néerlandais, né le 13 septembre 1990 à Amsterdam. Il évolue au poste d'ailier à Miedź Legnica.

## Biographie
Le 22 janvier 2021, alors qu'il ne lui reste que six mois de contrat au Feyenoord Rotterdam, Narsingh est prêté jusqu'à la fin de la saison au FC Twente.

## Palmarès

### En club
- SC Heerenveen
  - Vainqueur de la Coupe des Pays-Bas en 2009

- PSV Eindhoven
  - Champion des Pays-Bas en 2015 et 2016
  - Vainqueur de la Supercoupe des Pays-Bas en 2013, 2016 et 2017

### Distinction personnelle
- Meilleur passeur du championnat des Pays-Bas en 2012 (16 passes décisives, avec le SC Heerenveen)

## Statistiques

### En club
| Saison                | Club                  | Championnat           | Championnat | Championnat | Coupe nationale | Coupe nationale | Coupe de la Ligue | Coupe de la Ligue | Supercoupe | Supercoupe | Compétition(s) continentale(s) | Compétition(s) continentale(s) | Compétition(s) continentale(s) | Pays-Bas | Pays-Bas | Total | Total |
| Saison                | Club                  | Division              | M.          | B.          | M.              | B.              | M.                | B.                | M.         | B.         | Comp.                          | M.                             | B.                             | M.       | B.       | M.    | B.    |
| 2008-2009             | SC Heerenveen         | Eredivisie            | 2           | 0           | -               | -               | -                 | -                 | -          | -          | -                              | -                              | -                              | -        | -        | 2     | 0     |
| 2009-2010             | SC Heerenveen         | Eredivisie            | 2           | 0           | 1               | 0               | -                 | -                 | -          | -          | -                              | -                              | -                              | -        | -        | 3     | 0     |
| 2010-2011             | SC Heerenveen         | Eredivisie            | 24          | 5           | 2               | 0               | -                 | -                 | -          | -          | -                              | -                              | -                              | -        | -        | 26    | 5     |
| 2011-2012             | SC Heerenveen         | Eredivisie            | 34          | 8           | 5               | 4               | -                 | -                 | -          | -          | -                              | -                              | -                              | 2        | 0        | 41    | 12    |
| Sous-total            | Sous-total            | Sous-total            | 62          | 13          | 8               | 4               | -                 | -                 | -          | -          | -                              | -                              | -                              | 2        | 0        | 72    | 17    |
| 2012-2013             | PSV Eindhoven         | Eredivisie            | 18          | 6           | 2               | 0               | -                 | -                 | 1          | 0          | C3                             | 5                              | 0                              | 4        | 2        | 30    | 8     |
| 2013-2014             | PSV Eindhoven         | Eredivisie            | 20          | 0           | 1               | 0               | -                 | -                 | -          | -          | C3                             | 3                              | 0                              | 1        | 0        | 25    | 0     |
| 2014-2015             | PSV Eindhoven         | Eredivisie            | 32          | 6           | 3               | 1               | -                 | -                 | -          | -          | C3                             | 11                             | 1                              | 6        | 1        | 52    | 9     |
| 2015-2016             | PSV Eindhoven         | Eredivisie            | 30          | 8           | 2               | 0               | -                 | -                 | 1          | 0          | C1                             | 7                              | 1                              | 5        | 1        | 45    | 10    |
| 2016-2017             | PSV Eindhoven         | Eredivisie            | 15          | 1           | 2               | 1               | -                 | -                 | 1          | 0          | C1                             | 5                              | 1                              | 1        | 0        | 24    | 3     |
| Sous-total            | Sous-total            | Sous-total            | 115         | 21          | 10              | 2               | -                 | -                 | 3          | 0          | -                              | 31                             | 3                              | 17       | 4        | 176   | 30    |
| 2016-2017             | Swansea City          | Premier League        | 13          | 0           | -               | -               | -                 | -                 | -          | -          | -                              | -                              | -                              | -        | -        | 13    | 0     |
| 2017-2018             | Swansea City          | Premier League        | 18          | 1           | 5               | 1               | 2                 | 0                 | -          | -          | -                              | -                              | -                              | -        | -        | 25    | 2     |
| 2018-2019             | Swansea City          | Championship          | 2           | 0           | -               | -               | -                 | -                 | -          | -          | -                              | -                              | -                              | -        | -        | 2     | 0     |
| Sous-total            | Sous-total            | Sous-total            | 33          | 1           | 5               | 1               | 2                 | 0                 | -          | -          | -                              | -                              | -                              | -        | -        | 40    | 2     |
| 2019-2020             | Feyenoord Rotterdam   | Eredivisie            | 15          | 2           | 2               | 2               | -                 | -                 | -          | -          | C3                             | 9                              | 1                              | -        | -        | 26    | 5     |
| 2020-2021             | Feyenoord Rotterdam   | Eredivisie            | 9           | 1           | -               | -               | -                 | -                 | -          | -          | C3                             | 2                              | 0                              | -        | -        | 11    | 1     |
| Sous-total            | Sous-total            | Sous-total            | 24          | 3           | 2               | 2               | -                 | -                 | -          | -          | -                              | 11                             | 1                              | -        | -        | 37    | 6     |
| 2020-2021             | FC Twente (prêt)      | Eredivisie            | 1           | 0           | -               | -               | -                 | -                 | -          | -          | -                              | -                              | -                              | -        | -        | 1     | 0     |
| Sous-total            | Sous-total            | Sous-total            | 1           | 0           | -               | -               | -                 | -                 | -          | -          | -                              | -                              | -                              | -        | -        | 1     | 0     |
| Total sur la carrière | Total sur la carrière | Total sur la carrière | 235         | 38          | 25              | 9               | 2                 | 0                 | 3          | 0          | -                              | 42                             | 4                              | 19       | 4        | 326   | 55    |

### Matchs internationaux
| Matchs internationaux de Luciano Narsingh | Matchs internationaux de Luciano Narsingh | Matchs internationaux de Luciano Narsingh          | Matchs internationaux de Luciano Narsingh | Matchs internationaux de Luciano Narsingh | Matchs internationaux de Luciano Narsingh | Matchs internationaux de Luciano Narsingh                              |
| #                                         | Date                                      | Lieu                                               | Adversaire                                | Résultat                                  | Compétition                               | Notes                                                                  |
| ----------------------------------------- | ----------------------------------------- | -------------------------------------------------- | ----------------------------------------- | ----------------------------------------- | ----------------------------------------- | ---------------------------------------------------------------------- |
| 1                                         | 30 mai 2012                               | Stade Feijenoord, Rotterdam, Pays-Bas              | Slovaquie                                 | 2 - 0                                     | Match amical                              | Entre en jeu à la place d'Arjen Robben à la 83e minute.                |
| 2                                         | 2 juin 2012                               | Johan Cruyff Arena, Amsterdam, Pays-Bas            | Irlande du Nord                           | 6 - 0                                     | Match amical                              | Entre en jeu à la place d'Arjen Robben à la 82e minute.                |
| 3                                         | 15 août 2012                              | Stade Roi Baudouin, Bruxelles, Belgique            | Belgique                                  | 4 - 2                                     | Match amical                              | Titulaire et buteur, remplacé par Jeremain Lens à la 68e minute.       |
| 4                                         | 7 septembre 2012                          | Johan Cruyff Arena, Amsterdam, Pays-Bas            | Turquie                                   | 2 - 0                                     | Qualifications à la Coupe du monde 2014   | Titulaire et buteur.                                                   |
| 5                                         | 11 septembre 2012                         | Stade Ferenc-Puskás, Budapest, Hongrie             | Hongrie                                   | 1 - 4                                     | Qualifications à la Coupe du monde 2014   | Titulaire.                                                             |
| 6                                         | 16 octobre 2012                           | Arena Națională, Bucarest, Roumanie                | Roumanie                                  | 1 - 4                                     | Qualifications à la Coupe du monde 2014   | Titulaire.                                                             |
| 7                                         | 19 novembre 2013                          | Johan Cruyff Arena, Amsterdam, Pays-Bas            | Colombie                                  | 0 - 0                                     | Match amical                              | Entre en jeu à la place de Siem de Jong à la 44e minute.               |
| 8                                         | 4 septembre 2014                          | Stade San Nicola, Bari, Italie                     | Italie                                    | 2 - 0                                     | Match amical                              | Entre en jeu à la place de Robin van Persie à la 81e minute.           |
| 9                                         | 9 septembre 2014                          | Generali Arena, Prague, République tchèque         | Tchéquie                                  | 2 - 1                                     | Qualifications à l'Euro 2016              | Entre en jeu à la place de Joël Veltman à la 38e minute.               |
| 10                                        | 28 mars 2015                              | Johan Cruyff Arena, Amsterdam, Pays-Bas            | Turquie                                   | 1 - 1                                     | Qualifications à l'Euro 2016              | Entre en jeu à la place de Georginio Wijnaldum à la 46e minute.        |
| 11                                        | 31 mars 2015                              | Johan Cruyff Arena, Amsterdam, Pays-Bas            | Espagne                                   | 2 - 0                                     | Match amical                              | Titulaire.                                                             |
| 12                                        | 5 juin 2015                               | Johan Cruyff Arena, Amsterdam, Pays-Bas            | États-Unis                                | 3 - 4                                     | Match amical                              | Entre en jeu à la place de Quincy Promes à la 46e minute.              |
| 13                                        | 12 juin 2015                              | Skonto Stadion, Riga, Lettonie                     | Lettonie                                  | 0 - 2                                     | Qualifications à l'Euro 2016              | Titulaire et buteur.                                                   |
| 14                                        | 3 septembre 2015                          | Johan Cruyff Arena, Amsterdam, Pays-Bas            | Islande                                   | 0 - 1                                     | Qualifications à l'Euro 2016              | Entre en jeu à la place d'Arjen Robben à la 31e minute.                |
| 15                                        | 3 septembre 2015                          | Konya Büyükşehir Belediye Stadyumu, Konya, Turquie | Turquie                                   | 3 - 0                                     | Qualifications à l'Euro 2016              | Titulaire, remplacé par Quincy Promes à la 69e minute.                 |
| 16                                        | 29 mars 2016                              | Stade de Wembley, Londres, Angleterre              | Angleterre                                | 1 - 2                                     | Match amical                              | Entre en jeu à la place de Quincy Promes à la 37e minute, puis buteur. |
| 17                                        | 1er juin 2016                             | Stade Energa, Gdańsk, Pologne                      | Pologne                                   | 1 - 2                                     | Match amical                              | Entre en jeu à la place de Steven Berghuis à la 67e minute.            |
| 18                                        | 4 juin 2016                               | Stade Ernst-Happel, Vienne, Autriche               | Autriche                                  | 0 - 2                                     | Match amical                              | Entre en jeu à la place de Steven Berghuis à la 61e minute.            |
| 19                                        | 1er septembre 2016                        | Stade Philips, Eindhoven, Pays-Bas                 | Grèce                                     | 1 - 2                                     | Match amical                              | Entre en jeu à la place de Quincy Promes à la 72e minute.              |

### Buts internationaux
| Buts internationaux de Luciano Narsingh | Buts internationaux de Luciano Narsingh                                                    | Buts internationaux de Luciano Narsingh                                                    | Buts internationaux de Luciano Narsingh                                                    | Buts internationaux de Luciano Narsingh                                                    | Buts internationaux de Luciano Narsingh                                                    | Buts internationaux de Luciano Narsingh                                                    | Buts internationaux de Luciano Narsingh                                                    | Buts internationaux de Luciano Narsingh                                                    | Buts internationaux de Luciano Narsingh                                                    |
| 00                                      | Date                                                                                       | Lieu                                                                                       | Compétition                                                                                | Résultat                                                                                   | Adversaire                                                                                 | Détail                                                                                     | Détail                                                                                     | Détail                                                                                     | Sél.                                                                                       |
| --------------------------------------- | ------------------------------------------------------------------------------------------ | ------------------------------------------------------------------------------------------ | ------------------------------------------------------------------------------------------ | ------------------------------------------------------------------------------------------ | ------------------------------------------------------------------------------------------ | ------------------------------------------------------------------------------------------ | ------------------------------------------------------------------------------------------ | ------------------------------------------------------------------------------------------ | ------------------------------------------------------------------------------------------ |
| 1                                       | 15 août 2012                                                                               | Stade Roi Baudouin, Bruxelles, Belgique                                                    | Match amical                                                                               | 4 - 2                                                                                      | Belgique                                                                                   | 63e                                                                                        | du pied droit                                                                              | 1-1                                                                                        | 3e                                                                                         |
| 2                                       | 7 septembre 2012                                                                           | Johan Cruyff Arena, Amsterdam, Pays-Bas                                                    | Qualifications à la Coupe du monde 2014                                                    | 2 - 0                                                                                      | Turquie                                                                                    | 90+3e                                                                                      | du pied droit                                                                              | 2-0                                                                                        | 4e                                                                                         |
| 3                                       | 12 juin 2015                                                                               | Skonto Stadion, Riga, Lettonie                                                             | Qualifications à l'Euro 2016                                                               | 0 - 2                                                                                      | Lettonie                                                                                   | 71e                                                                                        | du pied droit                                                                              | 0-2                                                                                        | 13e                                                                                        |
| 4                                       | 29 mars 2016                                                                               | Stade de Wembley, Londres, Angleterre                                                      | Match amical                                                                               | 1 - 2                                                                                      | Angleterre                                                                                 | 78e                                                                                        | du pied droit                                                                              | 1-2                                                                                        | 16e                                                                                        |
| Total                                   | 4 buts (tous du pied droit) en 19 sélections entre le 30 mai 2012 et le 1er septembre 2016 | 4 buts (tous du pied droit) en 19 sélections entre le 30 mai 2012 et le 1er septembre 2016 | 4 buts (tous du pied droit) en 19 sélections entre le 30 mai 2012 et le 1er septembre 2016 | 4 buts (tous du pied droit) en 19 sélections entre le 30 mai 2012 et le 1er septembre 2016 | 4 buts (tous du pied droit) en 19 sélections entre le 30 mai 2012 et le 1er septembre 2016 | 4 buts (tous du pied droit) en 19 sélections entre le 30 mai 2012 et le 1er septembre 2016 | 4 buts (tous du pied droit) en 19 sélections entre le 30 mai 2012 et le 1er septembre 2016 | 4 buts (tous du pied droit) en 19 sélections entre le 30 mai 2012 et le 1er septembre 2016 | 4 buts (tous du pied droit) en 19 sélections entre le 30 mai 2012 et le 1er septembre 2016 |